# Melodije morja in sonca 1979
Festival Melodije morja in sonca 1979 (Portorož '79) je bil II. po vrsti in je potekal 20. julija v Avditoriju Portorož. Zmagal je Oto Pestner s pesmijo Tople julijske noči.

## Tekmovalne skladbe
| #   | Izvajalec         | Naslov pesmi         | Avtor glasbe     | Avtor besedila        | Avtor aranžmaja             |
| --- | ----------------- | -------------------- | ---------------- | --------------------- | --------------------------- |
| 1.  | Moni Kovačič      | Šepetanje morja      | Milan Ferlež     | Ivan Sivec            | Milan Ferlež                |
| 2.  | Janko Ropret      | Ana Anika            | Ferry Horvat     | Črt Škodlar           | Mojmir Sepe                 |
| 3.  | Meri Avsenak      | Ne grem domov        | Bojan Adamič     | Dušan Bižal           | Bojan Adamič                |
| 4.  | Elda Viler        | Školjka za spomin    | Vasko Repinc     | Duša Repinc-Roos      | Josip Forenbacher           |
| 5.  | Sonja Gabršček    | Pod večer            | Dečo Žgur        | Jelka Kušar           | Dečo Žgur                   |
| 6.  | New Swing Quartet | Srečno pot, mornarji | Oto Pestner      | M. Stare              | Jani Golob                  |
| 7.  | Prizma            | Zasidran             | Danilo Kocjančič | Drago Mislej          | Danilo Kocjančič, Dečo Žgur |
| 8.  | Edvin Fliser      | Ho una bugia         | J. Slokar        | J. Slokar, L. Scher   | Bojan Adamič                |
| 9.  | Oto Pestner       | Tople julijske noči  | Berti Rodošek    | T. Rodošek            | Berti Rodošek               |
| 10. | Branka Kraner     | Poletni gigolo       | Jure Robežnik    | Daniel Levski         | Jure Robežnik               |
| 11. | Ivo Mojzer        | Ti mi pomeniš vse    | Berti Rodošek    | Jelka Kušar           | Berti Rodošek               |
| 12. | Majda Sepe        | Vrni se domov        | Mojmir Sepe      | Igor Torkar           | Mojmir Sepe                 |
| 13. | Alfi Nipič        | Bela jadrnica        | Tomaž Manzini    | Svetlana Makarovič    | Jani Golob                  |
| 14. | Tatjana Dremelj   | Vračam se v Piran    | Jože Privšek     | Elza Budau            | Jože Privšek                |
| 15. | Prah              | Pesem starega pirata | Miha Kralj       | Dušan Bižal           | Miha Kralj                  |
| 16. | Braco Koren       | Io non ci credo più  | Dušan Porenta    | Jelka Kušar, L. Scher | Borut Lesjak                |

## Nagrade
Nagrade občinstva
- 1. nagrada: Tople julijske noči
- 2. nagrada: Zasidran
- 3. nagrada: Ti mi pomeniš vse

Nagrade strokovne žirije
- nagrada za besedilo: Daniel Levski, Poletni gigolo
- nagrada za aranžma: Miha Kralj, Pesem starega pirata
- nagrada za interpretacijo: Branka Kraner